# 비디오 카메라

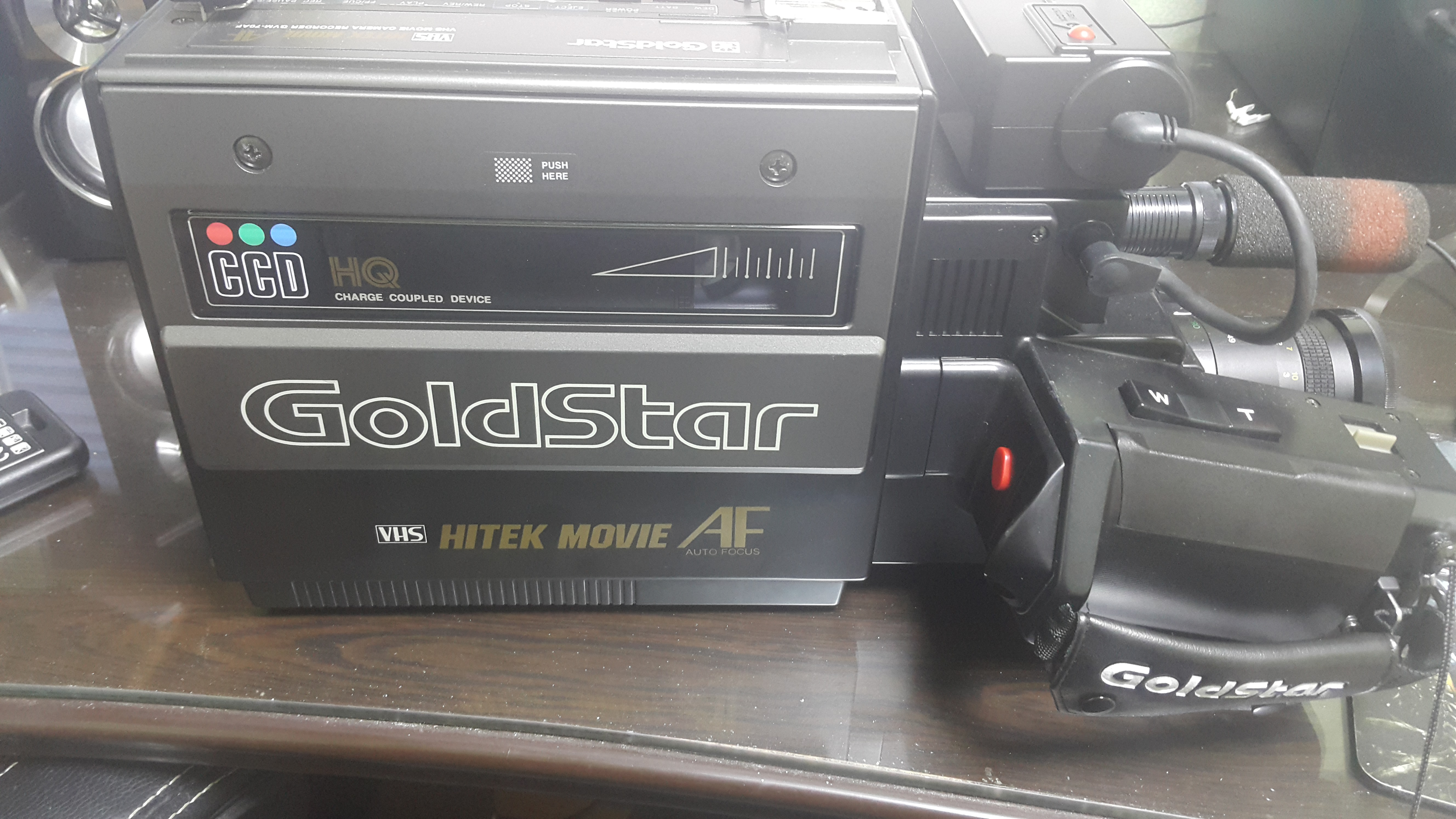
대한민국 최초 일체형 VHS 비디오카메라 GVM-70AF (금성 제작)

비디오 카메라(video camera)는 필름에 이미지를 기록하는 영화 촬영기와 달리 비디오를 캡처하는 광학 기기이다. 비디오 카메라는 처음에는 텔레비전 산업을 위해 개발되었지만 이후 다양한 다른 목적으로 널리 사용되었다.
비디오 카메라는 주로 두 가지 모드로 사용된다. 초기 방송의 첫 번째 특징은 생방송으로, 카메라가 실시간 이미지를 화면에 직접 전송하여 즉각적인 관찰이 가능하다. 몇몇 카메라는 여전히 생방송 TV 제작에 사용되지만 대부분의 생방송 연결은 은밀하거나 원격 시청이 필요한 보안, 군사/전술 및 산업 작업에 사용된다. 두 번째 모드에서는 이미지가 보관 또는 추가 처리를 위해 저장 장치에 기록된다. 수년 동안 비디오테이프는 이러한 목적으로 사용되는 주요 형식이었지만 점차 광 디스크, 하드 디스크, 플래시 메모리로 대체되었다. 녹화된 비디오는 TV 제작에 사용되며, 추후 분석을 위해 상황을 무인 녹화해야 하는 감시 및 모니터링 작업에 더 자주 사용된다.

## 같이 보기
- 캠코더